# Игл-Вью (тауншип, Миннесота)
Игл-Вью (англ. Eagle View) — тауншип в округе Бекер, Миннесота, США. На 2000 год его население составило 165 человек.

## География
По данным Бюро переписи населения США площадь тауншипа составляет 93,9 км², из которых 81,1 км² занимает суша, а 12,7 км² — вода (13,55 %).

## Демография
По данным переписи населения 2000 года здесь находились 165 человек, 62 домохозяйства и 46 семей. Плотность населения —  2,0 чел./км². На территории тауншипа расположено 228 построек со средней плотностью 2,8 построек на один квадратный километр. Расовый состав населения: 35,15 % белых, 61,82 % коренных американцев и 3,03 % приходится на две или более других рас. Испанцы или латиноамериканцы любой расы составляли 1,21 % от популяции тауншипа.
Из 62 домохозяйств в 30,6 % воспитывались дети до 18 лет, в 56,5 % проживали супружеские пары, в 14,5 % проживали незамужние женщины и в 24,2 % домохозяйств проживали несемейные люди. 21,0 % домохозяйств состояли из одного человека, при том 8,1 % из — одиноких пожилых людей старше 65 лет. Средний размер домохозяйства — 2,66, а семьи — 2,96 человека.
30,9 % населения — младше 18 лет, 6,1 % — в возрасте от 18 до 24 лет, 21,2 % — от 25 до 44, 27,9 % — от 45 до 64, и 13,9 % — старше 65 лет. Средний возраст — 38 лет. На каждые 100 женщин приходилось 91,9 мужчин. На каждые 100 женщин старше 18 приходилось 96,6 мужчин.
Средний годовой доход домохозяйства составлял 19 318 долларов, а средний годовой доход семьи —  19 091 доллар. Средний доход мужчин —  26 250  долларов, в то время как у женщин — 15 625. Доход на душу населения составил 8728 долларов. За чертой бедности находились 20,6 % семей и 21,7 % всего населения тауншипа, из которых 25,0 % младше 18 и 7,1 % старше 65 лет.